# الحنايا الرومانية
الحنايا الرومانية هو معلم أثري تونسي مصنف من قبل المعهد الوطني للتراث يقع في ولاية سليانة في الشمال الغربي التونسي، تحديدا في مدينة مكثر تم تصنيف المعلم في يوم 7 ديسمبر 1892.

## مقالات ذات صلة
- قائمة المعالم الأثرية المصنفة في تونس